# Krummin
Krummin település Németországban, Mecklenburg-Elő-Pomeránia tartományban. Lakosainak száma 233 fő (2023. december 31.).

## Népesség
A település népességének változása:
| Lakosok száma | 238  | 235  | 230  | 228  | 233  |
|               | 2017 | 2019 | 2021 | 2022 | 2023 |